# البلاغة الجديدة
البلاغة الجديدة مصطلح ظهر في الحقبة المعاصرة في الدّراسات الأوروبية ( خصوصا الفرنسية والإنجليزيّة ...) ويقصد من خلاله الخلفيات النظرية والآليّات التي تمّت العودة إليها من خلال بلاغة أرسطو واليونان والرومان ... ونظر إليها الدّارسون برؤية جديدة ، لأنّ البلاغة كانت قد أهملت في العصر الحديث ووجّهت نحوها اتّهامات عديدة ، فالبلاغة الجديدة بلاغات كما يقول روبول Reboul  التي تساهم وتمدّ النّقد باستراتيجيات التحليل ، تحليل الخطاب الشعري والنّثري / السّردي ، وقد ازدهرت الدراسات البلاغيّة الغربيّة عبر اتّجاهات عدة منها مثلا :
1. - نظريّة الحجاج ( بلاغة الحجاج والإقناع ) بنظرياتها وتوجّهاتها المختلفة .
2. -البلاغة العامّة
3. -بلاغة السّرد .
4. -البلاغة الشّعريّة .
5. -بلاغة القراءة والتّلقّي .
6. بلاغة الجمهور.[2]

ونجد البلاغة الجديدة تستعيد الآليات والمفاهيم التي رسّخها أرسطو ومن تبعه من البلاغيين ( شيشرون / لونجاينوس ... فونتانيي ) ونظروا إليها عبر مفاهيم اللسانيات والمنطق ونظرية القراءة بغية إيجاد السّند النظري والإجرائي الذي يمدّ النقد المعاصر باستراتيجيات تحليل الخطاب ، لأنّ البلاغة هي الكفيلة بذلك باعتبارها من صميم اللغة وهي الجهاز المفاهعيمي الأقدر على فهم وإنتاج الخطاب تخييلا وتداولا .
- البلاغة العربية والبلاغة الجديدة[4]

تخطو الدّراسات البلاغيّة العربيّة مؤخّرا في المملكة المغربيّة والجزائر وتونس ( دول المغرب العربي ) وبنسب أقل في المشرق العربي خطوات هامّة ، فقد أعيد النّظر في البلاغة العربية من منظور جديد يهدف إلى إحياء التراث البلاغي وكسر النّموذج المدرسي الوحيد الذي حنّطت فيه البلاغة العربية وهو نموذج السّكّاكي المبتور من طرف القزويني وشرّاح تلخيصه 
فقد هبّ دارسون من أمثال محمّد العمري، وحمادي صمود، ومحمد الولي، وعماد عبد اللطيف، محمّد مفتاح وعبد الله صولة وغيرهم لفهم الأعمال الغربيّة في البلاغة الجديدة وإعادة النّظر في الدرس البلاغي العربي من هذه الزوايا للكشف عن النماذج المخفيّة من تراثنا البلاغي العربي.
وتقف البلاغة العربية بمختلف ممثّليها ( الجاحظ ، الرمّاني ، الجرجاني ، السكّاكي ، حازم القرطاجنّي ، ابن رشد في تلخيصه للشعر وخطابة أرسطو ابن رشيق القيرواني ...إلخ ) كممثّل قويّ لتحليل الخطاب ، والنّقد المعاصر لا يستطيع أن يخطو خطوة في فهم النصوص دون الأخذ عنها ، فبين البلاغة والنّقد تكامل وتلازم ضروريّان.
ـ موقف البلاغيّين والنقّاد العرب من البلاغة الجديدة : 
لقد كان لدخول البلاغة الجديدة في الدّرس البلاغي والنّقدي العربي أثر كبير ، بين مرحّب بها وداع إلى دراستها واستثمارها في تحليل الخطاب ، وبين من يرفض ذلك ، ويعتبرها منهجا دخيلا ، وهناك من يدعو إلى الاستفادة من أفكار البلاغة الجديدة مع الاحتفاظ بالأصول الكبرى والمنطلقات النظرية والآليّات التطبيقيّة العربيّة .
1ـ المؤيّدون لمشروع البلاغة الجديدة في النّقد العربي الحديث والمعاصر :
من بين المؤيّدين محمّد العمري ، ومحمّد مشبال ، الحسين بنو هاشم وعماد عبد اللطيف وعبد الله صولة رحمه الله ، سامية الدّريدي ، شكري المبخوت ، وغيرهم من الدّارسين ، ويتجلّى في موقف هؤلاء رؤية تعتبر البلاغة الجديدة ترسانة منهجيّة وآليّات تمكّن من تحليل الخطاب التخييلي والإقناعي على حد سواء ، بل وتمكّن قراءتها من تجديد الدّرس البلاغي العربي ، بل ونجد في أعمال الدكتور عماد عبد اللطيف خروجا وإبداعا جديدا لبلاغة الجمهور التي أسّس لها ، يقول محمّد العمري عن كتابه / مشروعه " البلاغة العربيّة أصولها وامتداداتها : "هناك بعد حجاجي كذلك في الكتاب إلى جانب البعد البيداغوجي ، والبعد التأويلي " ، ولا يمكن إنكار المنجزات العلميّة والنقديّة لهذا التوجّه ، لأنّ مقصده الأساسي هو دراسة البلاغة العربيّة ، وتجديد آفاقها ، ودعم موقفها في تحليل مختلف الخطابات ( شعر ، خطابة ، مسرح ، رواية ... )
2ـ المعارضون لمشروع البلاغة الجديدة بمضمونه الغربي والدّاعون إلى تأصيل بلاغة جديدة عربيّة :
هذا الموقف ليس موقفا غريبا ، بل هو موقف ضروري يتّخذه كل دارس يشتغل في ميدان معرفي ما ، ثم يجد نظريّة أجنبيّة وافدة ، قد تقوّض الأسس التي يؤمن بها وهو مقتنع بفعاليّتها ، ممّن وقفوا في مواجهة البلاغة الجديدة مثلا في مصر الدّكتور " محمّد إبراهيم شادي " في كتابه " البلاغة الجديدة ما لها وما عليها " ، حيث يقول عنها وعن الأسلوبيّة التي حسبها بعض الدّارسين أنّها ستحلّ محلّ البلاغة العربيّة :" ولمّا عاين هؤلاء فشل مشروع الأسلوبيّين لإحالة الأسلوبيّة محلّ البلاغة العربيّة .. لجؤوا إلى حيلة ظاهرها إحياء البلاغة العربيّة وتجديد دمائها بواسطة البلاغة العربيّة الجديدة ولا سيّما الحجاج ، ولكن باطنها إحلال الدّرس الحجاجي بتقنيّاته الغربيّة محلّ البلاغة الغربيّة "  وفي الجزائر ، نجد الدّكتور بوعافية محمّد عبد الرزاق ، من أشدّ المدافعين عن التراث البلاغي العربي ، ودعوته في تجديد الخطاب البلاغي بإعادة قراءة تراثه ، وليس في استجلاب النظريات الغربيّة واستنساخها يقول في كتابه " أصول البلاغة العربيّة في المشرق والمغرب " : "والنظر في مباحث البلاغة الجديدة ليس الغرض منه أن نثبت أنّ ما عندهم كان موجودا عندنا ، فهذا أمر لا يقبله البحث العلمي الجاد ، لأنّ اللغة التي تأسّست عليها رؤيتنا البلاغيّة ليست هي اللغة التي نشأت في أحضانها البلاغة الجديدة .. جلّت البلاغة العربيّة التي أعلى صرحها القرآن الكريم أن تتّخذ من درس بلاغي آخر حكما عليها ومعيارا تقيس نفسها به " ، بل ويدعو النقّاد العرب إلى عدم تجاهل اتجاهات البلاغة العربيّة في قوله من نفس الكتاب "وإذا كانت بغية الدراسات النقديّة العربيّة المعاصرة أن تخرج بنظريّة عربيّة لتحليل الخطاب فليس عليها أن تتجاهل هذه التوجّهات والرؤى البلاغيّة "